# Rellotge químic
Un rellotge químic (o reacció de rellotge) és una barreja complexa de compostos químics que reaccionen en la qual l'aparició d'una propietat observable (decoloració o coloració) es produeix després d'un temps d'inducció previsible a causa de la presència d'espècies de rellotge en una quantitat detectable. En els casos en què un dels reactius té un color visible, creuar un llindar de concentració pot provocar un canvi brusc de color després d'un lapse de temps reproduïble.

## Tipus
Les reaccions de rellotge es poden classificar en tres o quatre tipus:

### Reacció de rellotge depletiu de substrat
La reacció de rellotge més senzilla amb dues reaccions:
A → C (taxa k 1 )
B + C → productes (velocitat k 2, ràpid)
Quan el substrat (B) està present, l'espècie de rellotge (C) es consumeix ràpidament en la segona reacció. Només quan el substrat B s'esgota o s'esgota, l'espècie C pot acumular-se en quantitat fent que el color canviï. Un exemple d'aquesta reacció de rellotge és la reacció de sulfit/iodat o reacció de rellotge de iode, també coneguda com a reacció de Landolt.
De vegades, una reacció de rellotge implica la producció d'espècies intermèdies en tres reaccions consecutives.
P + Q → R
R + Q → C
P + C → 2R
Tenint en compte que Q és en excés, quan el substrat (P) s'esgota, C s'acumula donant lloc al canvi de color.

### Reacció de rellotge impulsada per l'autocatàlisi
La base de la reacció és similar a la reacció de rellotge d'esgotament del substrat, excepte pel fet que la velocitat k 2 és molt lenta, donant lloc a la coexistència de substrats i espècies de rellotge, de manera que no cal que el substrat s'esgoti per observar la canvi de color. L'exemple d'aquest rellotge és la reacció pentathionate/iodat.

### Comportament de pseudolock
Les reaccions d'aquesta categoria es comporten com una reacció de rellotge, però són irreproduïbles, impredictibles i difícils de controlar. En són exemples les reaccions clorit/tiosulfat i iodur/clorit.

### Reacció boja del rellotge
La reacció és irreproducible en cada execució a causa de la deshomogeneïtat inicial de la mescla que resulta de la variació de la velocitat d'agitació, el volum global i la geometria dels reactors. Repetir la reacció de manera estadísticament significativa condueix a la corba de distribució de probabilitat acumulada reproduïble. L'exemple d'aquest rellotge és la reacció iodat/àcid arsenós.